# 趙永淳
趙永淳（1490年—？），字德厚，直隸河間府任丘縣人，軍籍，明朝政治人物。

## 生平
順天府鄉試第九十三名舉人。正德十六年（1521年）中式辛巳科會試第一百八十九名，登第三甲第五十九名進士。歷山西襄垣縣知縣。選南京戶科給事中。官至湖廣常德府（今湖南常德市）知府。

## 家族
曾祖趙綱，曾任□□；祖父趙璿，曾任訓導；父趙拱辰，母溫氏。具庆下。弟永濟、永溥。